# Laura Asadauskaitė-Zadneprovskienė
Laura Asadauskaitė-Zadneprovskienė (* 28. Februar 1984 in Vilnius, Litauische SSR, Sowjetunion) ist eine litauische Pentathletin, Olympiasiegerin und Politikerin, Seimas-Mitglied. 

## Karriere
Laura Asadauskaitė-Zadneprovskienė gewann 2007 mit WM-Bronze ihre erste internationale Medaille. Im Jahr darauf konnte sie ihre ersten beiden Europameistertitel mit der Mannschaft und in der Mixed-Staffel. Zwischen 2012 und 2019 folgten sechs weitere. Bei Weltmeisterschaften gewann sie zweimal Gold: 2013 im Einzel und 2014 in der gemischten Staffel.
Laura Asadauskaitė-Zadneprovskienė nahm zwischen 2008 und 2024 an fünf Olympischen Spielen teil. In London 2012 wurde sie Olympiasiegerin im Einzelwettbewerb und 2021 konnte sie bei den Spielen in Tokio, ebenfalls im Einzelwettbewerb, Silber gewinnen. 
Ihre erste Trainerin war Irena Jurevič, danach folgten Jevgenijus Kliosovas und Ehemann Andrejus Zadneprovskis.
Seit November 2024 ist sie Mitglied im 14. Seimas. 
2011 und 2015 wurde sie als Litauens Sportlerin des Jahres ausgezeichnet.

## Privates
Laura Asadauskaitė-Zadneprovskienė lebte und studierte in Vilnius an der Mykolas-Romer-Universität. Sie ist mit dem Pentathleten und Ex-Weltmeister Andrejus Zadneprovskis (* 1974) verheiratet. Ihre gemeinsame Tochter wurde 2010 geboren; bereits 2011 nahm Laura Asadauskaitė-Zadneprovskienė wieder an Weltmeisterschaften teil.